# Saint-Géry, Lot
Saint-Géry là một xã thuộc tỉnh Lot tây nam Pháp. Xã có diện tích 13,58 km², dân số theo điều tra năm 1999 là 349 người. Khu vực này có độ cao trung bình 132 mét trên mực nước biển.